# Park Louisa

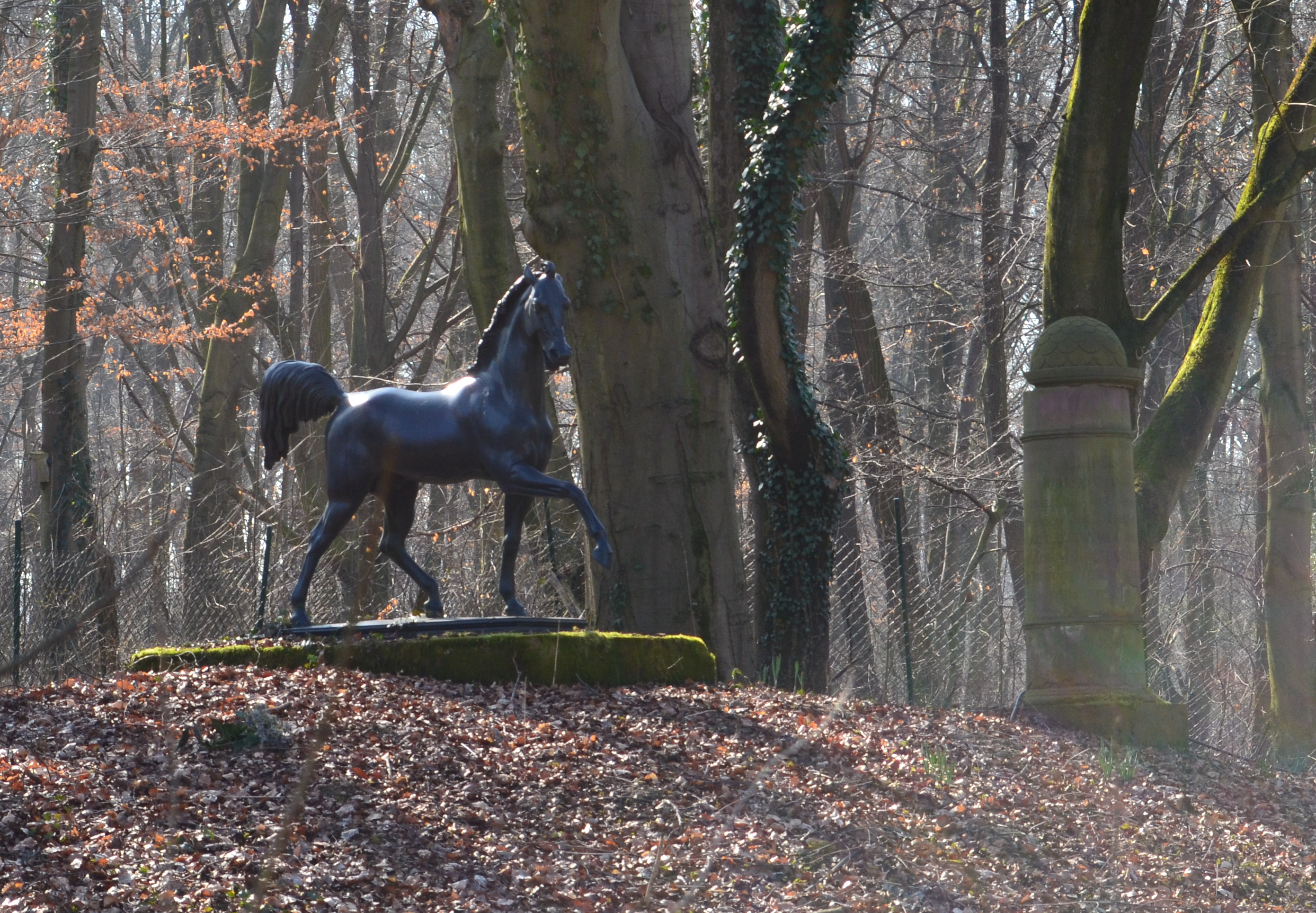
Pferdestandbild Eclipse und Säule (rechts) im Park

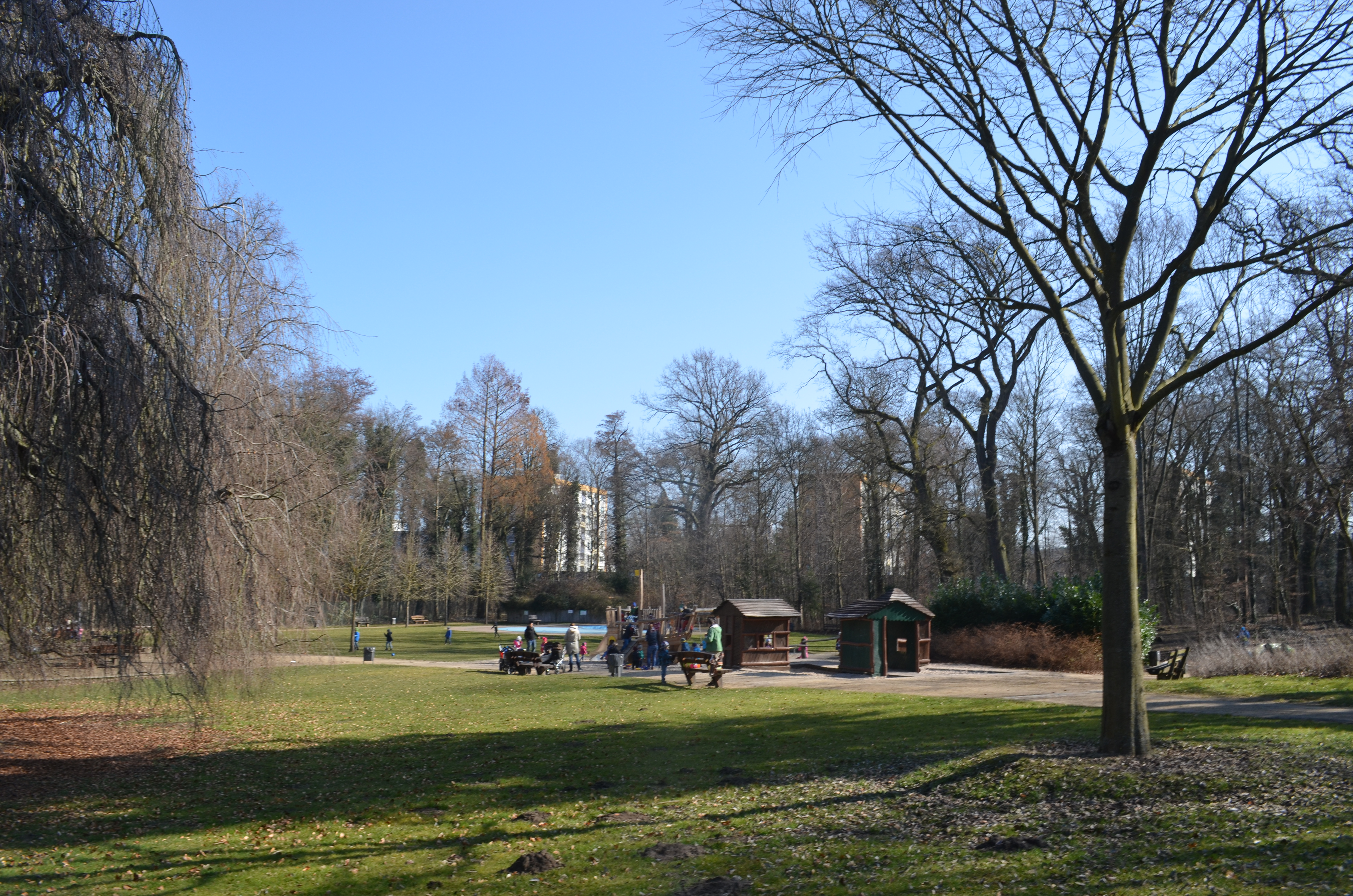
Park Louisa

Der Park Louisa ist ein rund 20 ha großes Waldstück am Rande des Frankfurter Stadtwaldes im Frankfurter Stadtteil Sachsenhausen. In den Waldpark ist ein 2,5 ha großer Waldspielpark integriert. Der Park Louisa ist Teil des Frankfurter Grüngürtels.

## Lage
Der Park Louisa liegt im äußersten Norden des Frankfurter Stadtwalds zwischen den Straßen Mörfelder Landstraße und Schwarzsteinkautweg. Die ostnordöstliche Grenze des Grundstücks bilden die Gleise der Bahnstrecke Frankfurt am Main–Heidelberg. Der Königsbach fließt in nordnordwestlicher Richtung um das Grundstück des Waldspielparks herum und bildet durch einen teichförmig ausgebauten linken Nebenarm eine künstliche Insel.

## Geschichte
Am Rand des Stadtwaldes ließ der Bankier Simon Moritz von Bethmann (1768–1826) im Jahr 1812 den ersten Abschnitt des Louisaparks als Lustgarten im klassischen Landschaftsstil anlegen. Er benannte das Areal nach seiner Frau Louise Friederike, einer in Guyana geborenen Holländerin. Von Bethmann besaß zu dieser Zeit bereits den späteren Bethmannpark sowie die Gutshöfe Sandhof und Riedhof.
Zwischen dem Lustgarten und dem Wildpark stand ein Jagdhaus, das Borkenhäuschen. Seine Außenwände waren mit Baumrinden verkleidet. Nachempfunden wurde das fremdartige Haus einem Gebäude im Park von Zar Alexander I. in Zarskoje Selo bei Sankt Petersburg. Von Bethmann pflegte einen intensiven Kontakt mit dem russischen Zarenhaus. Das Borkenhäuschen wurde im Zweiten Weltkrieg zerstört. Seine Umrisse wurden im Zuge der Sanierung von Teilen des Parks im Platzbelag nachgezeichnet.
Im Wildpark ließ Simon Moritz von Bethmann das Bronzestandbild seines Lieblingspferdes Eclipse auf einer Anhöhe arrangieren. Es stand am Rand einer 400 Meter langen Sichtachse. Eclipse galt als der berühmteste englische Deckhengst und wurde 1764 am Tag einer Sonnenfinsternis geboren. Die Plastik fertigte der Bildhauer Christian Friedrich Tieck (1776–1851) an. Nach seiner Zerstörung im Zweiten Weltkrieg wurde das Standbild rekonstruiert. Es steht unter Denkmalschutz des Landes Hessen.
In der zeitgenössischen Literatur wird der Park mit den Worten „Eichen und Buchen [mischen] ihr freundliches Grün mit dem Dunkel der Tannen […]“ beschrieben. Der Wildpark Louisa wurde von einem unbekannten Gartenarchitekten in die Formation eines vormaligen Basalt-Steinbruchs eingefügt, die dem Park südlich benachbarte Schwarzsteinkaut (→ Kaute). Im Jahr 2008 ließ die Stadt Frankfurt die Sicht auf das Standbild und den Teich freilegen.

## Heutige Nutzung
Die historische Blickachse in den Wald wird von Pflasterquadraten im Platzbelag nachgezeichnet. Ein Podest ermöglicht den Blick in den Wildpark, ähnlich wie zuvor vom Balkon des Jagdhauses aus. Der Schnitt einer Hecke aus Eiben formt das frühere waagerechte Balkongeländer nach. Die Einzäunung wurde zum Schutz des Pferdestandbilds beibehalten. Auf eine Freistellung der langen Blickachse in den Wald hinein wurde verzichtet. Der Park ist täglich rund um die Uhr frei zugänglich.

## Waldspielpark Louisa
Die Fläche des heutigen Waldspielparks Louisa entspricht dem früheren Bethmannschen Lustgarten. Die Stadt Frankfurt kaufte 1941 das Gelände von der Familie Bethmann zurück und machte es als Erholungsstätte der Öffentlichkeit zugänglich. 1954 wurde auf dem Grundstück einer der ersten Waldspielparks in Frankfurt eröffnet, eine Grünfläche für die Stadtteile Sachsenhausen und Niederrad. Der Kinderspielplatz fügt sich in den historischen Garten ein.

### Ausstattung
Der Waldspielpark ist durch seine Wasserspiele (Wassersprühfeld und Planschbecken) besonders für Kinder interessant. Die Wasserspiele sind ab Außentemperaturen von 22 °C in Betrieb. Daneben gibt es eine große Rutsche, eine große Liegewiese, Sitzbänke, einen Rundweg durch den Park sowie eine große Holzburg. Ein Kiosk, der kalte und warme kleine Speisen und Getränke anbietet, liegt auf einer Anhöhe im Spielpark. Toiletten, auch für Rollstuhlfahrer, sind am Ein- und Ausgang vorhanden. Hunde sind – wie in allen Frankfurter Spielparks – nicht erlaubt.
In den Waldspielpark Louisa ist der integrative Josef-Buchmann-Spielbereich integriert. Dieser bietet auch behinderten und blinden Kindern die Möglichkeit, hier zu spielen.

## Verkehrsanbindung
Unmittelbar am Ausgang des Waldspielparks befindet sich die Bushaltestelle Waldspielpark Louisa, an der die VgF-Buslinien 61, 78 und 80 (nur bei Großveranstaltungen im Stadion) sowie die Nachtbuslinie n7 halten. Östlich des Parks liegt der Bahnhof Frankfurt-Louisa, der von den S-Bahn-Linien S3 und S4 sowie den Straßenbahnlinien 17 und 18 bedient wird. Etwa 200 Meter vom Park entfernt liegen an der Kreuzung Mörfelder Landstraße/Stresemannallee die Haltestellen Stresemannallee/Mörfelder Landstraße der Straßenbahnlinien 17 und 18 sowie der Buslinien N7, 35, 61 und 78.